# Terza maggiore

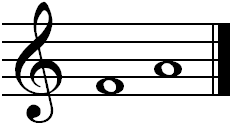
Terza maggiore Fa - La

L'intervallo di terza maggiore è l'intervallo esistente tra due note distanti fra loro 4 semitoni, cioè 2 toni. La terza maggiore di Do, ad esempio, è Mi, mentre la terza maggiore di Re è Fa#.
Due note distanti fra loro una terza maggiore, se suonate in un bicordo armonico, cioè contemporaneamente, danno una consonanza imperfetta.